# Боксерски клуб Славија
Боксерски клуб Славија Бања Лука основан је 1961. године а првобитно је егзистирао у оквиру предузећа "Руди Чајавец". Славија је шестоструки првак БиХ (посљедњи пут у сезони 2011/12) и првак Југославије из 1974. 

У новембру 1959. у фабрици "Руди Чајавец" формирана је боскерска секција. Први договор око регистрације клуба одржан је одмах послије Олимпијских игара у Риму 1960. године. Оснивачка скупштина клуба одржана је 25. јуна 1961. Први предсједник клуба био је Жижа Остојић, директор "Руди Чајавеца", а чланови управе били су: Гојко Крстановић, Јовица Цветић, Мишко Богдановић, Душко Јосиповић, Мухамед Капетановић, Миле Бабић, Миломир Глигорић, Боро Тадић, Мухамед Шедић и Душко Смиљанић а у име такмичара Драган Батар. Ради се о једном од најтрофејнијих спортских колектива Бањалуке и читаве Републике Српске и БиХ. А бањалучки боксери су и данас најдоминантнији у Републици Српској и Босни и Херцеговини.
Иначе бокс у Бањалуци има дугу традицију захваљујући чувеном угоститељу Милкану Гојићу који је тридесетих година прошлог вијека племениту вјештину донио у Бању Луку. Послије Другог свјетског рата бокс је толико привлачио младе Бањалучане да је сваки кварт имао боксерску секцију. Главни протагонисти били су: Кићо Божић, Душка Деспанић, Алија Лила Харбаш, Месуд Дујсо, Фрањо Риглер, Нешко Бећаревић и Фуад Бишко. Дрес боксерског клуба Славија носили су: Срби, Црногорци, Роми, Хрвати, Mуслимани ... чак и тамнопути боксери.

## Историјат
Први такмичари у оквиру боксерске секција Славија, били су боксери почетници: Ћутковић, Милановић, Терзић, Батар, Бабић, Вељић ... Тренирали су у подруму самачког хотела "Руди Чајавец" и то понедјељком, сриједом и петком у трајању од једног часа. Одржавани су пријатељски мечеви. Почетком јуна 1961. године договорено је да се формира БК Славија а 25. јуна те године одржана је оснивачка скупштина. Мечеви су тада одржавани на Стадиону спортских игара а када временски услови то нису дозвољавали мечеви су сељени у биоскопску дворану "Руди Чајавеца“. Пријатељским мечевима знало је да присуствује и више 1000 гледалаца. Чим се организовало такмичење у оквиру Републичке лиге СФР БиХ, Славија је постала члан те лиге. Њени најбољи боксери одлазили су и на турнире у Београд и Сарајево. Најбољи боксери Славије у том периоду били су: Ћутковић, Милановић, Терзић, Андрић, Рајић, Харваш, Авдић, Вулин, Ратковац, Вељић и Батар. Највећи шампион клуба тада био је Драган Батар који је 1962. године у избору најбољих спортиста Босанске Крајине заузео 5. мјесто.
Први меч у лиги бањалучани су имали 1962. против тузланске Слободе. Био је то и први тријумф за бањалучки бокс (11-9). Најпознатија имена из те генерације су: Драган Батар, Мирослав Поповић, Мијо Андрић. 1967, 1968. и 1969. Славија је била клупски шампион БиХ. То јој је омогућило да се бори за пласман у елитну Југословенску боксерску лигу. Под вођством Средоја Зекановића седамдесетих година стасава у одличну екипу. Славија је до прве савезне лиге СФРЈ стигла 1972. а од тада је постала стални члан најелитнијег боксерског друштва. Окосницу клуба чинили су: Тешић, Пејић, Гламоч, Батар, а Маријан Бенеш из меча у меч израста у боксерску величину. 
У клуб је стигао и Радован Бисић, за тренера бива постављен Предраг Крстић. Формиран је шампионски тим. СД "Борик" знала је примити на прволигашким мечевима и по 5000 гледалаца. У бившој држави, бањалучки боскери су били једни од носилаца тадашњег бокса. Били су екипни шампиони 1974. а давала је и многобројне репрезентативце и биљежила сјајне резултате и у наредних готово 20 година. Славија је свијету подарила боксерске величине попут Маријана Бенеша, Антона Јосиповића, Радована Бисића... Маријан Бенеш је био професионални и аматерски шампион Европе, и вицешампион свијета а треба напоменути да се окитио и титулама у СФРЈ, на Балкану и Медитерану. Антон Јосиповић је 1984. постао олимпијски првак, што је практично и највеће достигнуће у боксу. Чувени амерички дневник Њујорк тајмс (The New York Times) 1984. објавио је насловницу са сликом Антона Јосиповића са заставицом СФРЈ и прогласио га за најбољег боксера олимпијског турнира а самим тим и најбољег боксера свијета исте године. Радован Бисић осваја бронзу Европе, Драгомир Вујковић сребро свијета.

## 1974. Првак Југославије
Славија је једини боксерски клуб из Босне и Херцеговине који је био шампион Југославије. 1974. у незаборавна два меча финала Славија је била боља од Каблови из Светозарева. Успјех је био тим већи што су екипу чинили само Бањолучани. Творац чувене боксерске генерације био је Средоје Зекановић.
- Састав шампионског тима био је: Здравко Пала, Звонко Пала (капитен), Виктор Хомо, Вељо Зиндолић, Маријан Бенеш, Едо Дервоз, Жељко Коспић, Радован Бисић, Фадил Басић.[3]

## Меморијал "Радован Бисић"
БК Славија је у знак сјећања на покојног Радована Бисића, организатор међународног боксерског турнира. Турнир је увршетн у календар међународне боксерске федерације (ЕАБА). Радован Бисић био је боксер бањалучке Славије а умро је 1996. године. Први меморијал "Радован Бисић" одржан је 3. новембра 1997. у Спортској дворани "Борик" а титулом побједника окитио се Дејан Јовић СР Југославија.
Досадашњи побједници турнира: Дејан Јовановић - СР Југославија (1997), Геард Ајетовић - СР Југославија (1999), Бојан Росић - Република Српска (2001), Никола Сјеклоча - Србија и Црна Гора (2003), Никола Сјеклоча - Србија и Црна Гора (2005), Зоран Митровић - Србија (2006), Алексеј Шербаков - Србија (2007), Дарко Кучук - Република Српска (2008), Дарко Кучук БК Славија - Република Српска (2009), Стево Золак БК Славија - Република Српска (2010), Бојан Алаџић БК Славија - Република Српска (2011), Велибор Видић БК Славија - Република Српска (2012), Бојан Алаџић БК Славија - Република Српска (2013), Слободан Јекић БК Славија - Република Српска (2014).

### 11. меморијал (2012)
Меморијал "Радован Бисић" одржан у септембру 2012. (11. по реду) остаће упамћен по томе што је по први пут одржан на отвореном. Боксерски ринг био је постављен на бањалучком Тргу Крајине а боксерске мечеве у дводневном програму турнира пратио је велики број посјетилаца. Учешће на турниру су узели такмичари из 8 земаља - Словачке, Мађарске, Хрватске, Србије, Македоније, Словеније, Црне Горе и БиХ. Укупно је одржано 18 борби а побједник турнира био је Велибор Видић боксер бањалучке Славије. Видић се такмичио у категорији до 69 килограма и забиљежио двије убјдљиве побједе. У полуфиналу је прво савладао Пољака Матијаша Купијеца једногласном одлуком судија (5:0) а истим резултатом славио је и у финалу против Мађара Бенеа Герга.

## Нове клупске просторије
Боксерски клуб Славија добио је нове клупске просторије 2008. године, и на тај начин су побољшани услови за рад клуба. Просторије овог клуба налазе се иза бањалучке "Гимназије“.

## Обиљежавање 50 година постојања
У 2012. Боскерски клуб Славија обиљежио је велики клупски јубилеј 50 година постојања клуба. Организована је Свечена академија у Народном позоришту Републике Српске тим поводом. Част да отвори академију имао је велики боксерски ас Славије и Бање Луке Антон Јосиповић. Током академије приказан је и 6 - минутни филм посвећен Средоји Зекановићу (аутор: Томо Марић). Постављена је и изложба фотографија и новинских записа, такође у Народном позоришту РС, а фотографије су настале током 50 година дуге историје Славије. Поште Српске су издале поштанску маркицу, а одржан је и традиционални турнир "Радован Бисић" (2012. на бањалучком Тргу Крајине).

## БК "Славија" данас
У јануару 2013. Славија је постала по 6. пут првак Премијер лиге БиХ. Због одређених помјерања календара тада је постала првак за сезону 2011/2012. и то испред боксера Радника из Бијељине. На крају такмичарске сезоне изабраници шефа стручног штаба Мирка Савковића и тренера: Владе Раилића, Мирка Нинковића и Владана Кљајића, имали су 37 од максималних 48 бодова и тако стигли до 6. титуле првака БиХ. Година 2013. протекла је у процесу организационе стабилизације клуба, те Славија није наступала у боксерској Премијер лиги Босне и Херцеговине али је упркос финансијским проблемима и у 2013. организовала меморијал "Радован Бисић“. У 2014. клуб намјерава да се врати такмичењу у најелитнијем рангу БиХ и нападне нову титулу клупског првака БиХ. Актуелни капитен клуба је Дарко Кучук. 
На путу до титуле у сезони 2011/2012 боје Славије су бранили: капитен Дарко Кучук, Марко Ђурић, Марио Алексић, Стево Золак, Велибор Видић, Данијел Топаловић, Марко Чолић, Дамир Бељо, Слободан Јекић, Бранислав Обрадовић, Јован Станишић, Јовица Данчић и Небојша Полетан.

## Галерија
- Тренажне просторије
- БК Славија